# 滝本清八郎
滝本 清八郎（たきもと せいはちろう、1906年4月5日 - 1971年5月2日）は、日本の経営者。日本板硝子社長を務めた。

## 経歴
富山県富山市出身。1933年に神戸商業大学を卒業し、1934年に日本板硝子に入社。1951年11月に取締役に就任し、1958年5月に常務、1967年2月に専務を経て、1968年11月に社長に就任した。
1971年5月2日、肺癌のために死去。65歳没。